# Dingbian
Dingbian (en chino, 定边; pinyin, Dìngbiān) es un condado  bajo la administración directa de la Prefectura Yulin en la Provincia de Shaanxi, República Popular China.  Su área es de km² y su población total para 2010 superó los mil habitantes.

## Administración
Desde julio de 2020, el  Condado Dingbian se divide en 19 pueblos que se administran en 1 subdistrito, 16 poblados y 2 villas.